# José W. Fernández
José W. Fernández (Cienfuegos, 1955) es un político y abogado estadounidense de origen cubano, que ocupó el puesto de Secretario de Estado Adjunto de Energía y Asuntos Económicos y Empresariales de los Estados Unidos de América, durante los años 2009 a 2013, en el gobierno del Presidente Obama,  siendo Secretaria de Estado Hillary Clinton.

## Biografía
José W. Fernández, de ascendencia hispánica,  nació en 1955 en Cienfuegos, Cuba, donde su padre José Rigoberto Fernández Pumpido trabajaba como abogado, llegando a ser asesor del Presidente de la República de Cuba Osvaldo Dorticós Torrado, también natural de Cienfuegos. Ante la evolución de la Revolución cubana la familia se trasladó en 1968 a Estados Unidos, instalándose en Nueva Jersey. Fernández estudió historia en la Universidad de Dartmouth, (New Hampshire, Estados Unidos de América), doctorándose en Derecho en la Escuela de Leyes de Columbia. Con posterioridad a su graduación se trasladó unos años a España, donde trabajó como abogado. En 1985 regresó a Estados Unidos siendo socio de un bufete de abogados en la Ciudad de Nueva York, hasta su nombramiento como Secretario de Estado Adjunto por el presidente Obama en agosto de 2009.  Está casado con la periodista y escritora Andrea Gador.

## Función política
Fernández ha sido Secretario de Estado Adjunto de Energía, Asuntos Económicos y Empresariales de los Estados Unidos de América, durante los años 2009 a 2013, en el primer mandato presidencial de Obama. Dirigió la Agencia responsable de supervisar la política internacional norteamericana en materia de inversión y comercio; las finanzas internacionales, el desarrollo, y la política sobre la deuda; incluyendo las sanciones económicas y la lucha contra la financiación del terrorismo; la política de seguridad en materia de energía internacional; el transporte y telecomunicaciones internacionales; y el soporte para los negocios realizados por el sector privado de los EE. UU. en el extranjero. Nombrado por el Presidente de los Estados Unidos Barack Obama el 6 de agosto de 2009, Fernández prestó juramento el 1 de diciembre de 2009, cesando en octubre de 2013, cuando Hillary Clinton dejó la Secretaría de Estado, y regresando al trabajo privado como abogado.